# Russische Meisterschaften im Skispringen 2018
Die russischen Meisterschaften im Skispringen 2018 fanden vom 27. März bis zum 3. April in Nischni Tagil auf der Schanzenanlage Tramplin Stork statt. Die Männer trugen zwei Einzelspringen sowie ein Teamspringen aus, wohingegen bei den Frauen lediglich eine Meisterin von der Normalschanze gekürt wurde. Darüber hinaus wurde ein Mixed-Team-Wettkampf abgehalten. Veranstalter war der russische Skiverband für Skispringen und die Nordische Kombination (FSJNCR). Als Wettkampfleiter fungierte Juri Kalinin, Technischer Delegierter war Ildar Garifullin. Der Oblast Nischni Nowgorod war mit drei Meistertiteln das erfolgreichste Föderationssubjekt. Denis Kornilow wurde Doppelmeister im Einzel der Herren. Bei den Frauen gewann Irina Awwakumowa, die in diesem Jahr zum letzten Mal für die Russische Skischule Stoliza in Moskau (РГШ Столица Москомспорта) startete, ihren vierten Einzeltitel im Winter.

## Austragungsort
| \| Nischni Tagil \| |
| Nischni Tagil       |

| Nischni Tagil |

## Programm und Zeitplan
Das Programm der Meisterschaften umfasste zwei Einzel- und ein Teambewerb bei den Männern sowie ein Einzelspringen bei den Frauen. Darüber hinaus wurde ein Mixed-Team-Wettbewerb abgehalten. Darüber hinaus fanden im Rahmen der Meisterschaften Trainerseminare und -beratungen sowie nahezu täglich Jurysitzungen statt. Wegen starken Schneefalls und problematischer Windbedingungen wurde das offizielle Training am 28. März abgesagt und auf den 29. März verschoben.
| Datum         | Uhrzeit      | Ereignis                  | Geschlecht      |
| ------------- | ------------ | ------------------------- | --------------- |
| Di., 27. März |              | Anreisetag                |                 |
| Di., 27. März | 16:00        | Kommissionssitzung        |                 |
| Di., 27. März | 17:00        | Mannschaftsführersitzung  |                 |
| Di., 27. März | 18:00        | 1. Jurysitzung            |                 |
| Mi., 28. März | 10:00        | Offizielles Training K90  | Frauen & Männer |
| Do., 29. März | 10:00        | Einzel K90                | Frauen          |
| Do., 29. März | 11:00        | Einzel K90                | Männer          |
| Do., 29. März | anschließend | Siegerehrung              | Frauen & Männer |
| Fr., 30. März | 10:00        | Mixed-Team K90            | Frauen & Männer |
| Sa., 31. März | 10:00        | Offizielles Trainung K120 | Männer          |
| Sa., 31. März | anschließend | Qualifikation K120        | Männer          |
| So., 1. April | 10:00        | Einzel K120               | Männer          |
| So., 1. April | anschließend | Siegerehrung              | Männer          |
| Mo., 2. April | 10:00        | Team K120                 | Männer          |
| Mo., 2. April | anschließend | Siegerehrung              | Männer          |
| Di., 3. April |              | Abreisetag                |                 |

## Ergebnisse

### Frauen
Der Einzelwettkampf der Frauen fand am 29. März von der Normalschanze statt. Es kamen 26 Skispringerinnen aus acht Föderationssubjekten in die Wertung. Der erste Durchgang wurde aus Startluke 15 abgehalten. Dabei wurde eine durchschnittliche Weite von 66,1 Metern erzielt, wobei die größte Weite von 94 Metern von Irina Awwakumowa aufgestellt wurde. Der Finaldurchgang fand aus der 16. Startluke statt. Irina Awwakumowa wurde russische Meisterin. Anastassija Barannikowa sprang von Rang fünf auf den zweiten Platz vor und wurde Vizemeisterin.
| Platz | Name                    | Föderationssubjekt      | Weite 1 | Weite 2 | Punkte |
| ----- | ----------------------- | ----------------------- | ------- | ------- | ------ |
| 01.   | Irina Awwakumowa        | Moskau                  | 094,0   | 084,0   | 222,0  |
| 02.   | Anastassija Barannikowa | Region Perm             | 084,0   | 088,5   | 208,5  |
| 03.   | Alexandra Baranzewa     | Oblast Moskau           | 084,5   | 085,5   | 203,0  |
| 04.   | Alexandra Kustowa       | Oblast Moskau           | 086,0   | 080,0   | 193,0  |
| 05.   | Sofija Tichonowa        | Sankt Petersburg        | 085,0   | 075,0   | 180,5  |
| 06.   | Lidija Jakowlewa        | Sankt Petersburg        | 077,5   | 077,5   | 168,0  |
| 07.   | Anna Schpynjowa         | Sankt Petersburg        | 077,0   | 073,0   | 156,5  |
| 08.   | Natalja Solowjowa       | Oblast Nischni Nowgorod | 076,0   | 072,0   | 152,0  |
| 09.   | Xenija Kablukowa        | Region Perm             | 070,5   | 072,0   | 140,5  |
| 10.   | Marija Jakowlewa        | Sankt Petersburg        | 076,0   | 065,5   | 136,5  |

### Männer

#### Normalschanze
Das Einzelspringen von der Normalschanze fand am 29. März 2018 statt. Es waren 73 Skispringer gemeldet, jedoch gingen deren drei (darunter Dmitri Wassiljew) nicht an den Start und drei weitere wurden disqualifiziert. Nach dem ersten Durchgang lag der 15-jährige Michail Purtow in Führung, doch verlor Purtow mit der zwölftbesten Leistung im Finaldurchgang einige Plätze. Russischer Meister wurde Denis Kornilow. Als jüngster Athlet im zweiten Durchgang belegte Danil Sadrejew den 28. Platz.
| Platz | Name                 | Föderationssubjekt      | Weite 1 | Weite 2 | Punkte |
| ----- | -------------------- | ----------------------- | ------- | ------- | ------ |
| 01.   | Denis Kornilow       | Oblast Nischni Nowgorod | 091,5   | 094,5   | 240,0  |
| 02.   | Iwan Lanin           | Oblast Nischni Nowgorod | 089,5   | 094,0   | 233,5  |
| 03.   | Sachir Dschafarow    | Oblast Nischni Nowgorod | 089,5   | 092,5   | 233,0  |
| 04.   | Jewgeni Klimow       | Oblast Moskau           | 088,0   | 091,5   | 223,5  |
| 05.   | Roman Trofimow       | Oblast Nischni Nowgorod | 090,0   | 087,5   | 219,5  |
| 06.   | Michail Purtow       | Oblast Swerdlowsk       | 093,0   | 083,5   | 217,5  |
| 07.   | Wladislaw Bojarinzew | Sankt Petersburg        | 087,5   | 087,5   | 215,0  |
| 08.   | Michail Nasarow      | Moskau                  | 089,0   | 084,0   | 209,5  |
| 09.   | Nikita Towkes        | Oblast Nischni Nowgorod | 089,0   | 082,5   | 206,5  |
| 10.   | Nikolai Matawin      | Oblast Moskau           | 083,0   | 090,5   | 205,5  |

#### Großschanze
Das Einzelspringen von der Großschanze fand am 1. April 2018 statt. Nachdem das Teilnehmerfeld am Vortag in einem Ausscheidungsspringen reduziert wurde, nahmen 50 Athleten teil. Russischer Meister wurde erneut Denis Kornilow.
| Platz | Name                  | Föderationssubjekt      | Weite 1 | Weite 2 | Punkte |
| ----- | --------------------- | ----------------------- | ------- | ------- | ------ |
| 01.   | Denis Kornilow        | Oblast Nischni Nowgorod | 131,5   | 119,5   | 248,3  |
| 02.   | Alexei Romaschow      | Sankt Petersburg        | 126,5   | 123,5   | 246,5  |
| 03.   | Dmitri Wassiljew      | Oblast Moskau           | 126,0   | 123,0   | 244,7  |
| 04.   | Jewgeni Klimow        | Oblast Moskau           | 124,0   | 122,5   | 234,7  |
| 05.   | Michail Nasarow       | Moskau                  | 132,0   | 112,0   | 232,7  |
| 06.   | Wladislaw Bojarinzew  | Sankt Petersburg        | 124,5   | 111,5   | 216,3  |
| 07.   | Roman Trofimow        | Oblast Nischni Nowgorod | 117,5   | 115,5   | 212,4  |
| 08.   | Michail Maximotschkin | Oblast Nischni Nowgorod | 111,5   | 116,5   | 201,9  |
| 09.   | Alexander Loginow     | Republik Tatarstan      | 113,0   | 114,0   | 198,1  |
| 10.   | Iwan Lanin            | Oblast Nischni Nowgorod | 111,0   | 113,5   | 194,1  |

#### Team
Das Teamspringen der Männer fand zum Abschluss der Meisterschaften am 2. April auf der Großschanze statt. Es nahmen 13 Teams aus neun subnationalen Einheiten am Wettkampf teil.
| Platz | Team                       | Namen                                                                         | Weite 1                 | Weite 2                 | Punkte |
| ----- | -------------------------- | ----------------------------------------------------------------------------- | ----------------------- | ----------------------- | ------ |
| 01.   | Oblast Nischni Nowgorod I  | Iwan Lanin Michail Maximotschkin Roman Trofimow Denis Kornilow                | 107,5 127,0 120,5 125,0 | 109,0 115,0 123,5       | 869,0  |
| 02.   | Oblast Moskau I            | Nikolai Matawin Ilmir Chasetdinow Jewgeni Klimow Dmitri Wassiljew             | 098,0 124,0 119,5 109,5 | 108,5 117,5 124,0 127,0 | 838,4  |
| 03.   | Republik Tatarstan         | Danil Sadrejew Maxim Sergejew Artjom Redschepow Alexander Loginow             | 110,0 118,0 105,0 101,5 | 092,0 122,0 110,0 118,0 | 729,7  |
| 04.   | Sankt Petersburg           | Alexander Martschukow Erkin Allamuratow Wladislaw Bojarinzew Alexei Romaschow | 106,5 112,0 113,0 102,5 | 076,0 109,5 114,5 128,0 | 700,6  |
| 05.   | Oblast Nischni Nowgorod II | Maxim Migatschew Nikita Towkes Sergei Schulajew Alexander Schuwalow           | 098,5 121,5 104,0 092,0 | 102,5 110,5 105,0 108,5 | 662,0  |
| 06.   | Region Perm                | Jegor Ussatschew Wladislaw Mustafin Oleg Pawlenko Konstantin Petrow           | 117,0 093,0 102,5 092,5 | 116,0 105,0 102,5 093,5 | 619,1  |
| 07.   | Oblast Swerdlowsk          | Sergei Brauseman Alexander Wachruschew Wadim Schischkin Michail Purtow        | 091,0 091,5 108,5 114,5 | 086,0 096,5 103,0 106,0 | 565,6  |
| 08.   | Oblast Moskau II           | Artur Sultangulow Ratmir Chasejew Ilja Generalow Kirill Kotik                 | 094,5 094,0 100,5 099,5 | 081,0 099,0 105,5 101,5 | 524,9  |

Weitere Platzierungen:

09. Platz:  Oblast Sachalin

10. Platz:  Oblast Nischni Nowgorod III

11. Platz:  Region Perm II

12. Platz:  Moskau

13. Platz:  Republik Baschkortostan

### Mixed
Das Mixed-Teamspringen fand am 30. März auf der Normalschanze statt. Es waren 12 Teams aus acht subnationalen Einheiten Russlands gemeldet. Russischer Meister wurde das erste Team aus dem Oblast Moskau.
| Platz | Team                    | Namen                                                                           | Weite 1                 | Weite 2                 | Punkte |
| ----- | ----------------------- | ------------------------------------------------------------------------------- | ----------------------- | ----------------------- | ------ |
| 01.   | Oblast Moskau I         | Alexandra Kustowa Nikolai Matawin Alexandra Baranzewa Jewgeni Klimow            | 086,0 081,0 076,0 098,0 | 084,0 081,0 077,0 096,0 | 806,0  |
| 02.   | Sankt Petersburg I      | Lidija Jakowlewa Wladislaw Bojarinzew Sofija Tichonowa Alexei Romaschow         | 071,0 091,0 079,0 095,5 | 076,5 086,5 082,0 090,5 | 799,5  |
| 03.   | Region Perm I           | Anastassija Barannikowa Jegor Ussatschew Xenija Kablukowa Wladislaw Skatschilow | 060,5 086,5 079,0 085,0 | 082,5 080,0 085,5 092,0 | 741,0  |
| 04.   | Sankt Petersburg II     | Marija Jakowlewa Daniil Schtschogolew Anna Schpynjowa Alexander Martschukow     | 075,0 077,0 089,5 081,0 | 070,5 086,0 078,5 086,5 | 723,5  |
| 05.   | Moskau                  | Ljubow Altschikowa Wiktor Markin Irina Awwakumowa Michail Nasarow               | 061,5 077,5 091,5 089,0 | 062,0 074,5 094,0 090,5 | 722,0  |
| 06.   | Oblast Nischni Nowgorod | Marija Sotowa Iwan Lanin Natalja Solowjowa Denis Kornilow                       | 058,5 091,0 075,0 090,0 | 063,0 083,5 074,0 087,5 | 684,5  |
| 07.   | Oblast Swerdlowsk       | Kristina Prokopjewa Wadim Schischkin Alina Borodina Michail Purtow              | 056,0 089,0 066,5 091,0 | 071,0 083,5 069,0 086,5 | 646,5  |
| 08.   | Region Perm II          | Marija Alexandrowa Oleg Pawlenko Glafira Noskowa Konstantin Petrow              | 062,0 088,5 059,5 092,5 | 065,0 086,0 057,5 090,0 | 624,0  |

Weitere Platzierungen:

09. Platz:  Republik Baschkortostan

10. Platz:  Moskau II

11. Platz:  Moskau III

12. Platz:  Region Krasnodar

## Medaillenspiegel
| Platz | Föderationssubjekt      |   |   |   |    |
| ----- | ----------------------- | - | - | - | -- |
| 1     | Oblast Nischni Nowgorod | 3 | 1 | 1 | 5  |
| 2     | Oblast Moskau           | 1 | 1 | 2 | 4  |
| 3     | Moskau                  | 1 | 0 | 0 | 1  |
| 4     | Sankt Petersburg        | 0 | 2 | 0 | 2  |
| 5     | Region Perm             | 0 | 1 | 1 | 2  |
| 6     | Republik Tatarstan      | 0 | 0 | 1 | 1  |
| Total | Total                   | 5 | 5 | 5 | 15 |